# Монтоне I (Фермо)
Монтоне I (итал. Montone I) насеље је у Италији у округу Фермо, региону Марке.
Према процени из 2011. у насељу је живело 229 становника. Насеље се налази на надморској висини од 215 м.